# رأس أقولاس
رأس أقولاس (بالبرتغالية: Cabo das Agulhas‏) تعني رأس الأبر. ويقع الرأس في أقصى القارة الأفريقية جنوبًا. وكان للرأس أهمية ملاحية مهمة للبحارين وذلك لموقعة المتميز ولكثرة العواصف في تلك المنطقة.
وأقولاس قرية ساحلية تقع في محافظة كيب الغربية في جنوب أفريقيا.

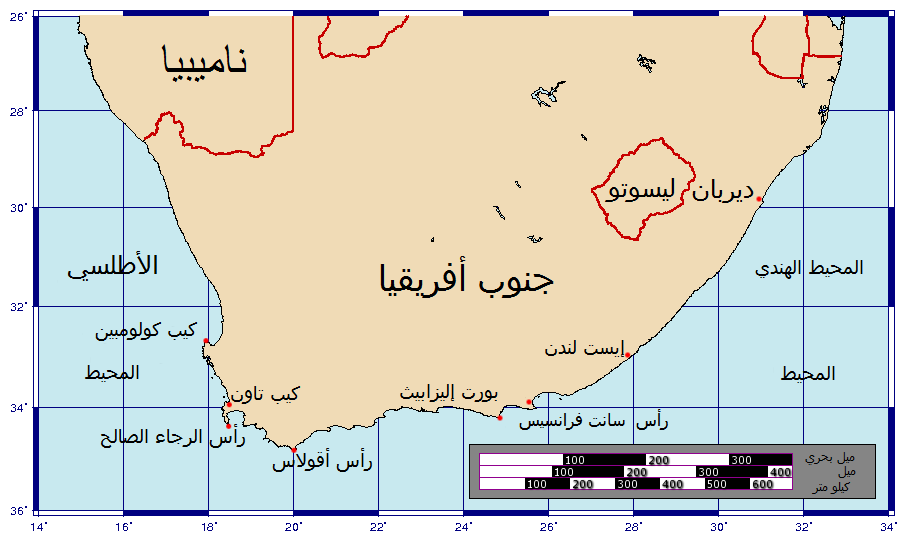
خارطة توضح موقع رأس الرجاء الصالح ورأس أقولاس

## جغرافيا
يعتبر رأس أقولاس أخر نقطة في القارة الأفريقية جنوبًا وإحداثياته . ويبتعد الرأس 170 كيلومترًا جنوب كيب تاون. وسمي برأس أقولاس وتعني رأس الأبر باللغة البرتغالية بعدما لاحظ بعض الملاحيين البرتغاليين في حوالي عام 1500 م بأن أبرة البوصلة تشير إلى الشمال الحقيقي عوضًا عن الشمال المغناطيسي. تضاريس الرأس لا تختلف كثيرًا عن المنطقة المحيطة به ولولا وجود علامة تحدد مكان الرأس لكان من الصعب معرفة مكانه
ورأس أقولاس لم يحظ بنفس الشهرة التي حصل عليها رأس الرجاء الصالح على الرغم من موقعه المتميز.

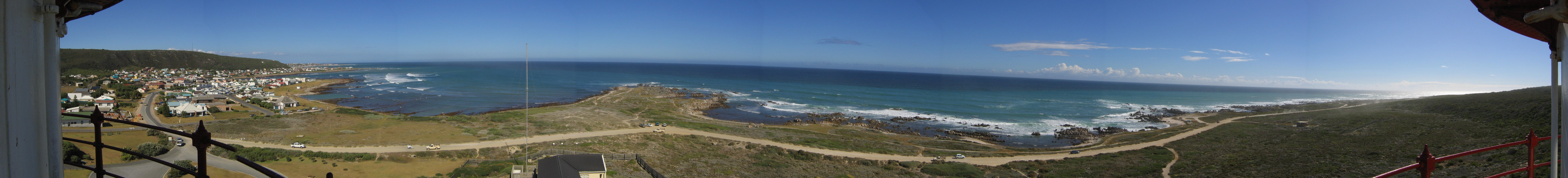
صورة بانورامية من منارة رأس أقولاس

و يعتبر الرأس هو الخط الفاصل بين المحيط الأطلسي والمحيط الهندي. وتتميز المنطقة بالعواصف الشديدة شتاءً وقد يصل ارتفاع الموج في تلك المنطقة إلى 30 متر، وقد سبب هذا غرق العديد من السفن في تلك المنطقة ومن أشهرها السفينة البريطانية أرنيستون والتي كانت تحمل جنودًا من سيلان إلى بريطانيا العظمى. غرقها أدى إلى موت 372 شخص ونجاة 6 عام 1815 م

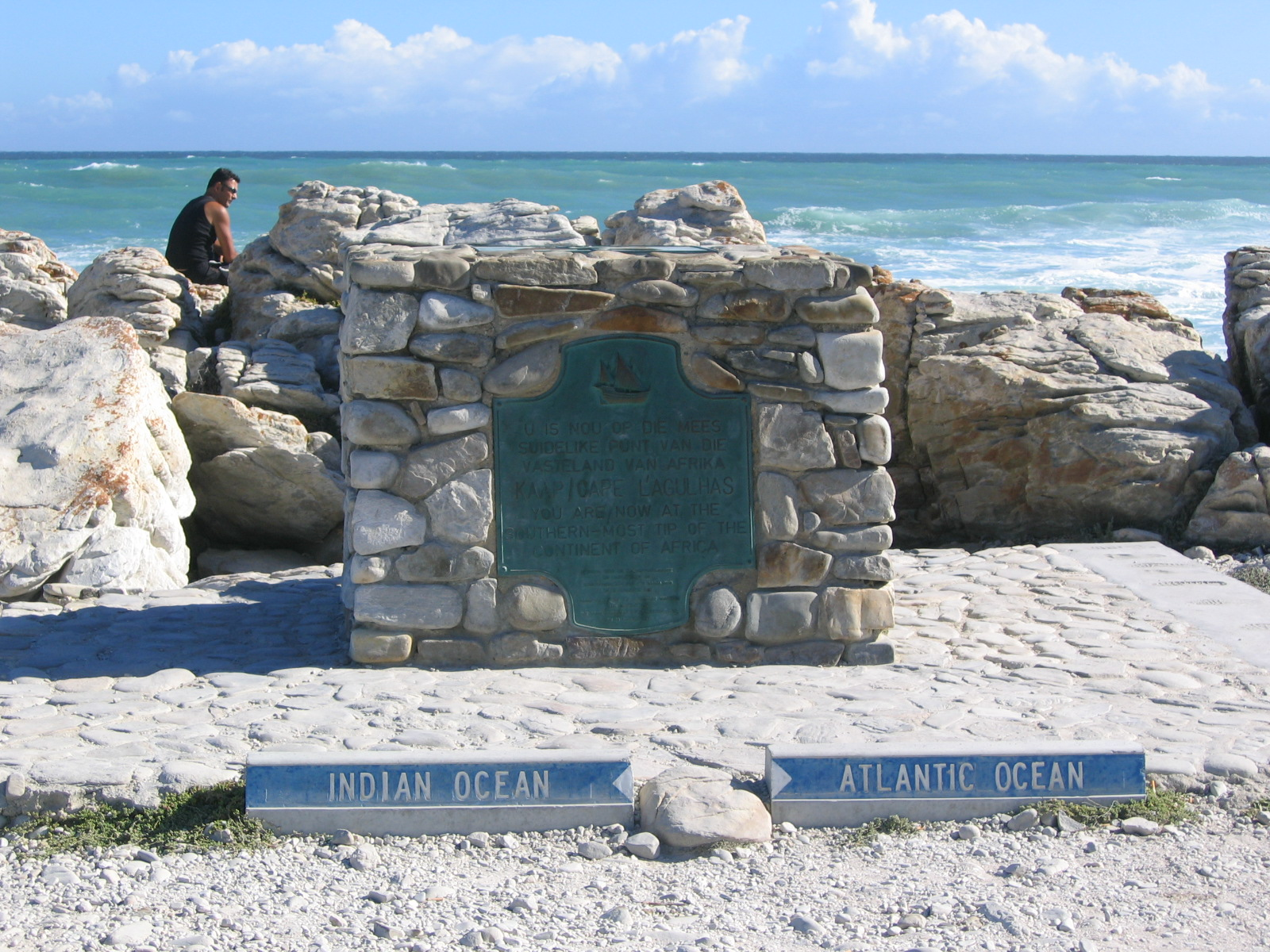
العلامة التي تحدد نقطة التقاء المحيطين الأطلسي والهندي.

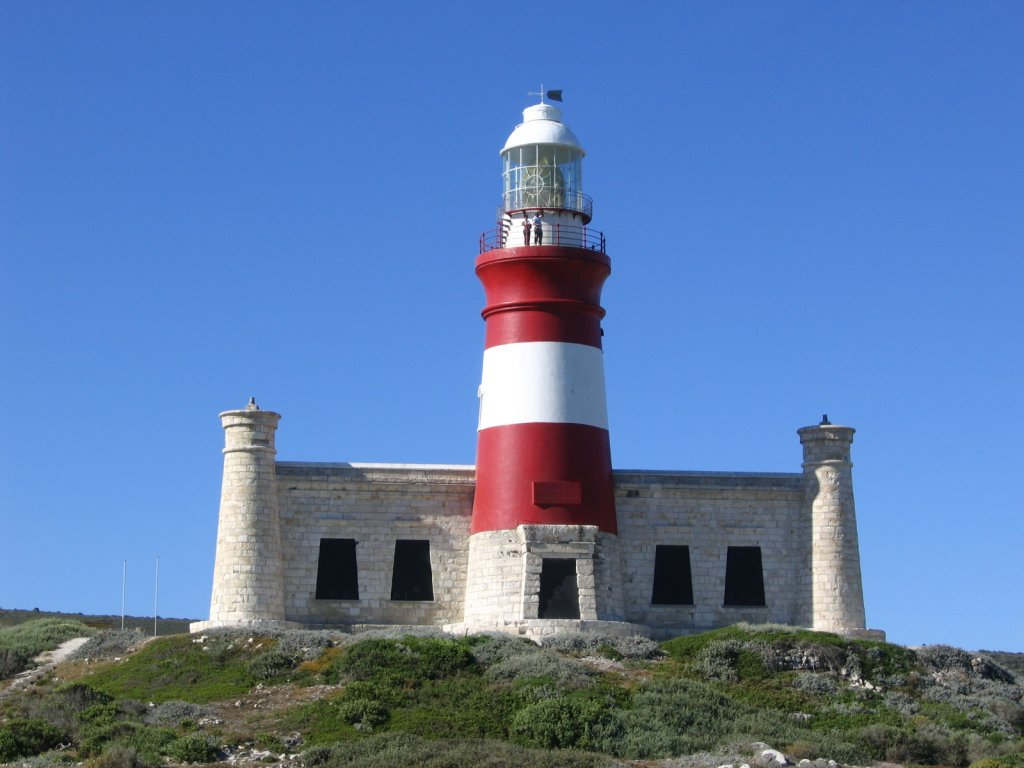
منارة رأس أقولاس

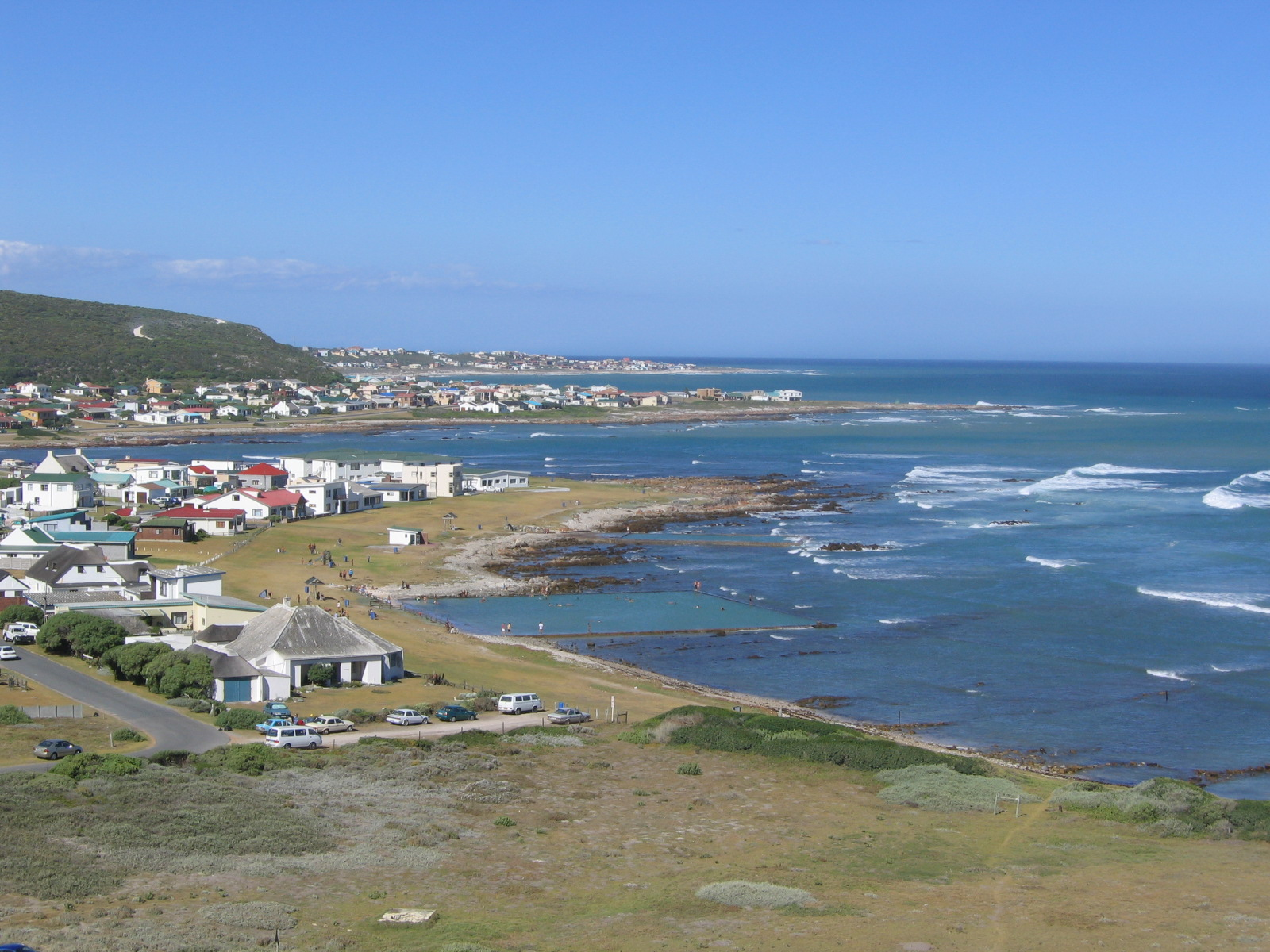
مدينة أقولاس

## المناخ
يظهر الجدول التالي التغييرات المناخية على مدار السنة لرأس أقولاس:
| البيانات المناخية لـرأس أقولاس                           | البيانات المناخية لـرأس أقولاس | البيانات المناخية لـرأس أقولاس | البيانات المناخية لـرأس أقولاس | البيانات المناخية لـرأس أقولاس | البيانات المناخية لـرأس أقولاس | البيانات المناخية لـرأس أقولاس | البيانات المناخية لـرأس أقولاس | البيانات المناخية لـرأس أقولاس | البيانات المناخية لـرأس أقولاس | البيانات المناخية لـرأس أقولاس | البيانات المناخية لـرأس أقولاس | البيانات المناخية لـرأس أقولاس | البيانات المناخية لـرأس أقولاس |
| الشهر                                                    | يناير                          | فبراير                         | مارس                           | أبريل                          | مايو                           | يونيو                          | يوليو                          | أغسطس                          | سبتمبر                         | أكتوبر                         | نوفمبر                         | ديسمبر                         | المعدل السنوي                  |
| -------------------------------------------------------- | ------------------------------ | ------------------------------ | ------------------------------ | ------------------------------ | ------------------------------ | ------------------------------ | ------------------------------ | ------------------------------ | ------------------------------ | ------------------------------ | ------------------------------ | ------------------------------ | ------------------------------ |
| الدرجة القصوى °م (°ف)                                    | 28.9 (84.0)                    | 36.1 (97.0)                    | 35.0 (95.0)                    | 35.6 (96.1)                    | 33.9 (93.0)                    | 30.0 (86.0)                    | 29.4 (84.9)                    | 31.7 (89.1)                    | 32.2 (90.0)                    | 26.1 (79.0)                    | 30.6 (87.1)                    | 30.6 (87.1)                    | 36.1 (97.0)                    |
| متوسط درجة الحرارة الكبرى °م (°ف)                        | 23.3 (73.9)                    | 23.3 (73.9)                    | 22.2 (72.0)                    | 20.6 (69.1)                    | 18.9 (66.0)                    | 17.2 (63.0)                    | 16.1 (61.0)                    | 17.2 (63.0)                    | 17.2 (63.0)                    | 18.9 (66.0)                    | 20.6 (69.1)                    | 22.2 (72.0)                    | 19.8 (67.6)                    |
| المتوسط اليومي °م (°ف)                                   | 20.3 (68.5)                    | 20.3 (68.5)                    | 19.2 (66.6)                    | 17.5 (63.5)                    | 15.8 (60.4)                    | 14.2 (57.6)                    | 13.1 (55.6)                    | 13.9 (57.0)                    | 14.2 (57.6)                    | 15.8 (60.4)                    | 17.8 (64.0)                    | 19.2 (66.6)                    | 16.8 (62.2)                    |
| متوسط درجة الحرارة الصغرى °م (°ف)                        | 17.2 (63.0)                    | 17.2 (63.0)                    | 16.1 (61.0)                    | 14.4 (57.9)                    | 12.8 (55.0)                    | 11.1 (52.0)                    | 10.0 (50.0)                    | 10.6 (51.1)                    | 11.1 (52.0)                    | 12.8 (55.0)                    | 15.0 (59.0)                    | 16.1 (61.0)                    | 13.7 (56.7)                    |
| أدنى درجة حرارة °م (°ف)                                  | 8.3 (46.9)                     | 8.9 (48.0)                     | 9.4 (48.9)                     | 5.0 (41.0)                     | 4.4 (39.9)                     | 5.6 (42.1)                     | 3.9 (39.0)                     | 4.4 (39.9)                     | 4.4 (39.9)                     | 5.0 (41.0)                     | 5.0 (41.0)                     | 5.0 (41.0)                     | 3.9 (39.0)                     |
| معدل هطول الأمطار مم (إنش)                               | 20.3 (0.80)                    | 17.8 (0.70)                    | 33.0 (1.30)                    | 38.1 (1.50)                    | 50.8 (2.00)                    | 58.4 (2.30)                    | 53.3 (2.10)                    | 48.3 (1.90)                    | 40.6 (1.60)                    | 38.1 (1.50)                    | 27.9 (1.10)                    | 17.8 (0.70)                    | 444.4 (17.50)                  |
| متوسط الأيام الممطرة                                     | 1                              | 1                              | 3                              | 3                              | 4                              | 4                              | 4                              | 3                              | 3                              | 2                              | 2                              | 1                              | 36                             |
| متوسط الرطوبة النسبية (%)                                | 77                             | 79                             | 83                             | 84                             | 81                             | 80                             | 80                             | 82                             | 81                             | 79                             | 79                             | 77                             | 80                             |
| المصدر #1: Sistema de Clasificación Bioclimática Mundial |                                |                                |                                |                                |                                |                                |                                |                                |                                |                                |                                |                                |                                |
| المصدر #2: Weatherbase                                   |                                |                                |                                |                                |                                |                                |                                |                                |                                |                                |                                |                                |                                |